# Nullsoft

Logo von Nullsoft

Nullsoft war ein US-amerikanisches Software-Unternehmen, das unter anderem die Produkte Winamp, SHOUTcast und Nullsoft Scriptable Install System (NSIS) verbreitet hat.

## Geschichte
Das Unternehmen wurde 1997 von Justin Frankel gegründet. Der Name spielt auf Microsoft an, da Null kleiner als Micro ist. Das Firmen-Maskottchen war Mike the Llama. Frankel führte das Lama in Winamps Startup-Sound ein, inspiriert durch Songtexte von Wesley Willis: Winamp, it really whips the llama's ass!
Neben dem bekanntesten Produkt des Unternehmens, dem Mediaplayer Winamp, war auch die ursprünglich für den Player entwickelte Installationssoftware Nullsoft Scriptable Install System (NSIS) weit verbreitet. Beide Produkte waren in der Basisversion kostenlos, ebenso wie der Zugang zu den Diensten SHOUTcast und verschiedenen anderen Streaming-Lösungen.
Am 1. Juni 1999 wurde das Unternehmen zusammen mit spinner.com von AOL für zusammen 400 Millionen US-Dollar aufgekauft. Rund 100 Millionen entfielen dabei auf Nullsoft.
Nullsofts Büros in San Francisco wurden im Dezember 2003 geschlossen, als Justin Frankel und das Winamp-Entwicklungsteam zu einem Konkurrenten wechselten.
Am 20. November 2013 gaben AOL und Nullsoft bekannt, dass der Betrieb von Winamp und allen dazugehörenden Diensten nach 15 Jahren zum 20. Dezember 2013 eingestellt wird.